# Клірвотер (Південна Кароліна)
Клірвотер (англ. Clearwater) — переписна місцевість (CDP) в США, в окрузі Ейкен штату Південна Кароліна. Населення — 4079 осіб (2020).

## Географія
Клірвотер розташований за координатами 33°30′10″ пн. ш. 81°54′40″ зх. д. / 33.50278° пн. ш. 81.91111° зх. д. (33.502756, -81.911132).  За даними Бюро перепису населення США в 2010 році переписна місцевість мала площу 11,16 км², з яких 10,85 км² — суходіл та 0,32 км² — водойми.

## Демографія
Згідно з переписом 2010 року, у переписній місцевості мешкало 4370 осіб у 1728 домогосподарствах у складі 1152 родин. Густота населення становила 391 особа/км².  Було 1920 помешкань (172/км²).
Расовий склад населення:
| - 69,6 % — білих - 16,3 % — чорних або афроамериканців - 0,6 % — корінних американців - 0,2 % — азіатів - 11,3 % — осіб інших рас |

До двох чи більше рас належало 1,9 %. Частка іспаномовних становила 13,6 % від усіх жителів.
За віковим діапазоном населення розподілялося таким чином: 24,6 % — особи молодші 18 років, 61,2 % — особи у віці 18—64 років, 14,2 % — особи у віці 65 років та старші. Медіана віку мешканця становила 36,0 року. На 100 осіб жіночої статі у переписній місцевості припадало 99,4 чоловіків;  на 100 жінок у віці від 18 років та старших — 96,4 чоловіків також старших 18 років.
Середній дохід на одне домашнє господарство  становив 40 803 долари США (медіана — 30 123), а середній дохід на одну сім'ю — 47 635 доларів (медіана — 30 840). Медіана доходів становила 36 204 долари для чоловіків та 39 167 доларів для жінок. За межею бідності перебувало 33,0 % осіб, у тому числі 54,0 % дітей у віці до 18 років та 9,7 % осіб у віці 65 років та старших.
Цивільне працевлаштоване населення становило 1998 осіб. Основні галузі зайнятості: освіта, охорона здоров'я та соціальна допомога — 23,8 %, роздрібна торгівля — 17,5 %, науковці, спеціалісти, менеджери — 12,7 %, виробництво — 12,5 %.